# Balen
|  | Aquest article tracta sobre la localitat belga. Vegeu-ne altres significats a «Saas Balen». |

Balen és un municipi belga de la província d'Anvers a la regió de Flandes. Està compost per les seccions de Balen i Olmen.

## Nuclis
| Nucli        | Població (31/12/2007) |
| ------------ | --------------------- |
| Balen-dorp   | 5482                  |
| Hulsen       | 1841                  |
| Rosselaar    | 1689                  |
| Schoorheide  | 2713                  |
| Wezel        | 2113                  |
| Rijsbergdijk | 1965                  |
| Gerheide     | 1198                  |
| Olmen        | 3631                  |

## Evolució de la població
- Font:NIS
- 1977: annexió d'Olmen